# Omphalanthus paramicola
Omphalanthus paramicola là một loài Rêu trong họ Lejeuneaceae. Loài này được (Herzog) Gradst. mô tả khoa học đầu tiên năm 1981.